# Kontaminant
Kontaminanten sind unerwünschte Stoffe, die zu einer Verunreinigung eines anderen Stoffs oder Stoffgemischs führen. Sie führen zu einer Kontamination des verunreinigten Stoffs.

## Definition
Nach der EU-Kontaminantenverordnung sind Kontaminanten Stoffe, die einem Lebensmittel nicht absichtlich hinzugefügt werden, jedoch infolge einer Verunreinigung durch die Umwelt (Umweltkontaminant) oder als Rückstand im Zuge der Gewinnung, Fertigung, Verarbeitung, Zubereitung, Behandlung, Aufmachung, Verpackung, Beförderung und Lagerung im Lebensmittel vorhanden sind. Dazu gehören z. B. Schwermetalle wie Blei, Cadmium und Quecksilber, Dioxine, Polychlorierte Biphenyle, Polyzyklische aromatische Kohlenwasserstoffe, Mykotoxine und andere Umweltgifte.
Der Begriff „Kontaminant“ umfasst nicht Überreste von Insekten, Tierhaare, Arzneimittelrückstände, Pestizide und anderen Fremdbesatz. Stoffe, die absichtlich aufgebracht, aber auf Lebensmitteln höchstmengenkontrolliert sind, werden als Rückstände bezeichnet. Auch Bakterien können (etwa bei der bakteriologischen Untersuchung im Labor) „Kontaminanten“ sein. Mikrobielle Kontaminationen von Lebensmitteln sind Gegenstand der EU-Verordnung über Lebensmittelhygiene.

## Rechtsvorschriften
- Verordnung (EWG) Nr. 315/93 des Rates vom 8. Februar 1993 zur Festlegung von gemeinschaftlichen Verfahren zur Kontrolle von Kontaminanten in Lebensmitteln
- Verordnung (EU) Nr. 2023/915 der Kommission vom 25. April 2023 über Höchstgehalte für bestimmte Kontaminanten in Lebensmitteln und zur Aufhebung der Verordnung (EG) Nr. 1881/2006